# Тюрьма супермаксимальной безопасности
Тюрьма супермаксимальной безопасности (англ. super maximum security prison), также известная как супермакс (англ. supermax prison) или тюрьма административного максимума (англ. administrative maximum prison / ADX prison) — разновидность исправительного учреждения в США или его составная часть, обеспечивающая максимально возможный контроль над содержащимися там под стражей заключёнными и защиту от несанкционированного проникновения на территорию тюрьмы посторонних лиц. Цель использования подобной тюрьмы — длительное содержание под стражей особо опасных преступников, представляющих угрозу национальной или международной безопасности.
В федеральной тюремной системе США есть лишь одна тюрьма такого типа под названием Флоренс, которая была построенa в одноимённом городе в штате Колорадо.

## Особенности
Концепция тюрьмы супермаксимальной безопасности была разработана после того, как в 1983 году в тюрьме Марион штата Иллинойс независимо друг от друга произошли два случая убийства надзирателей. Основой концепции является обеспечение полной изоляции заключённых как от внешнего мира, так и друг от друга. Заключённые по 22-23 часа в сутки находятся в одиночных камерах под постоянным видеонаблюдением. С позиции сотрудников администраций таких тюрем и надзирателей, каждый заключенный представляет серьезную угрозу не только для национальной и глобальной безопасности в целом, но и для безопасности самой тюрьмы в частности. В случае малейших подозрений надзиратель имеет право изъять у заключенного всё, что угодно: от зубочистки до зубной щётки.
Обустройство камер соответствуют уровню обеспечиваемой безопасности - мебель литая либо бетонная, либо металлическая; душевая и унитаз с автоматическим включением и отключением воды, что не позволяет заключенным организовывать потопы в камерах; стены камер и сантехника могут быть звукоизолированы, что исключает возможность коммуникации между заключенными, сидящими в разных камерах; окна либо очень узкие, либо отсутствуют вовсе.

## Аналоги в других странах

### Великобритания
Тюремная служба Его Величества подразделяет заключённых на четыре класса A, B, C и D. В класс A включаются особо опасные преступники, склонные к бегству; в класс D входят заключённые с относительно высоким уровнем доверия со стороны пенитенциарной системы. В 1984 году британским правительством была сформирована Контрольно-ревизионная комиссия (англ. Control Review Committee), которая позволила бы регулировать условия содержания особо опасных преступников, получивших длительные сроки. Комиссией были предложены специальные контрольно-ревизионные тюрьмы (CRC units), учреждённые официально в 1989 году, предназначенные для особо опасных преступников и осуществлявшие их перевоспитание. Тем не менее, в 1998 году подобные тюрьмы были упразднены после серии побегов и бунтов в местах лишения свободы, а также последовавших за этим расследований. Их заменили центры ближнего наблюдения. По данным на 2015 год, в подобных центрах содержались 60 особо опасных британских преступников.

### Германия
В 1964 году в Штутгарте была открыта тюрьма Штаммхайм, считавшаяся на тот момент наиболее защищённой в мире. В 1975 году было пристроено дополнительное крыло для содержания осуждённых членов Фракции Красной Армии. Меры безопасности в этой тюрьме по уровню соответствуют американским тюрьмам супермаксимальной безопасности.

### Россия
В России исправительным учреждением с максимально строгими условиями содержания считается колония особого режима, где отбывают наказание особо опасные преступники-рецидивисты; преступники, приговорённые к пожизненному лишению свободы, и те преступники, кому был вынесен смертный приговор, заменённый в порядке помилования лишением свободы (как на определённый срок, так и пожизненным).